# 布雷西莫
布雷西莫（義大利語：Bresimo），是意大利特伦托自治省的一个市镇。总面积41平方公里，人口249人，人口密度6.1人/平方公里（2009年）。ISTAT代码为022026。